# Conor Sheary
Conor Sheary (* 8. Juni 1992 in Winchester, Massachusetts) ist ein US-amerikanischer Eishockeyspieler, der seit Juli 2023 bei den Tampa Bay Lightning aus der National Hockey League unter Vertrag steht und parallel für deren Farmteam, die Syracuse Crunch, in der American Hockey League (AHL) auf der Position des linken Flügelstürmers spielt. Mit den Pittsburgh Penguins gewann er in den Playoffs 2016 und 2017 den Stanley Cup, bevor er zudem für die Buffalo Sabres und Washington Capitals aktiv war.

## Karriere
Conor Sheary spielte in seiner Schulzeit für die Eishockeymannschaft des Internats Cushing Academy. Dort gehörte er in seinen letzten beiden Jahren zu den offensivstärksten Spielern seines Teams. Von 2010 bis 2014 spielte er für die University of Massachusetts Amherst in der Hockey East. In den ersten beiden Jahren schied er mit seiner Mannschaft jeweils in der ersten Runde der Hockey-East-Playoffs aus. In den letzten beiden Saisons konnte sich sein Team nicht für die Playoffs qualifizieren. Im März 2014 unterschrieb Sheary einen Amateur-Probevertrag bei den Wilkes-Barre/Scranton Penguins aus der American Hockey League. Er spielte zwei Spiele in der regulären Saison und 15 in den Playoffs.
Zur Saison 2014/15 erhielt Sheary einen Profivertrag von den Wilkes-Barre/Scranton Penguins. Die Spielzeit verlief erfolgreich für ihn und er wurde Topscorer seiner Mannschaft. Im Juli 2015 erhielt Sheary einen Entry Level Contract von den Pittsburgh Penguins aus der National Hockey League. Er begann die Saison zunächst in der AHL, wurde aber im Dezember 2015 in den NHL-Kader berufen. Am 16. Dezember 2015 gab er sein Debüt in der NHL gegen die Boston Bruins. Zwei Tage später spielten die Penguins erneut gegen die Bruins und Sheary erzielte er sein erstes Tor und verbuchte einen Assist. Nachdem er zwischenzeitlich wieder in die AHL geschickt wurde, erspielte sich Sheary zum Ende der regulären Saison einen Stammplatz im NHL-Kader. In den Stanley-Cup-Playoffs 2016 spielte er meistens in einer Reihe mit Sidney Crosby und Patric Hörnqvist. Im Eastern-Conference-Viertelfinale erzielte er zwei Tore gegen die New York Rangers und traf in den ersten beiden Spielen der Finalserie gegen die San Jose Sharks. Nach sechs Spielen gegen die Sharks gewann Sheary schließlich mit Pittsburgh den Stanley Cup und wiederholte diesen Erfolg im Jahr darauf. Nach einem weiteren Jahr in Pittsburgh wurde Sheary im Juni 2018 gemeinsam mit Matt Hunwick im Tausch für ein konditionales Viertrunden-Wahlrecht im NHL Entry Draft 2019 an die Buffalo Sabres abgegeben.
In Buffalo war Sheary etwa eineinhalb Jahre aktiv, bevor er zur Trade Deadline im Februar 2020 samt Evan Rodrigues zu den Pittsburgh Penguins zurückkehrte. Im Gegenzug wechselte Dominik Kahun zu den Sabres. Bei den Penguins beendete er die Saison 2019/20, erhielt jedoch keinen weiterführenden Vertrag, sodass er sich im Dezember 2020 als Free Agent den Washington Capitals anschloss. In gleicher Weise wechselte er im Juli 2023 zu den Tampa Bay Lightning.

## Erfolge und Auszeichnungen
- 2016 Stanley-Cup-Gewinn mit den Pittsburgh Penguins
- 2017 Stanley-Cup-Gewinn mit den Pittsburgh Penguins

## Karrierestatistik
Stand: Ende der Saison 2024/25
(Legende zur Spielerstatistik: Sp oder GP = absolvierte Spiele; T oder G = erzielte Tore; V oder A = erzielte Assists; Pkt oder Pts = erzielte Scorerpunkte; SM oder PIM = erhaltene Strafminuten; +/− = Plus/Minus-Bilanz; PP = erzielte Überzahltore; SH = erzielte Unterzahltore; GW = erzielte Siegtore; 1 Play-downs/Relegation; Kursiv: Statistik nicht vollständig)